# 南京!南京!
『南京!南京!』（なんきん！なんきん！、原題：南京!南京!、英題：City of Life and Death)は、2009年に製作された中国映画。陸川（ルー・チューアン）監督。日中戦争の南京戦とその後に起こったとされる南京事件を題材にした作品で、モノクロで制作されており、南京戦の一連の様子が一日本兵の視点から描かれている。

## 概要
4年以上の歳月をかけて脚本を練り、製作がおこなわれた。陸川（ルー・チューアン）監督は脚本を書くために膨大な数の日本兵の日記を読み、友人が日本で収集した2000冊以上のモノクロ写真集を参考にしたという。そうした史実資料から構想のヒントを得ているものの、陸川（ルー・チューアン）監督は「これは記録映画ではない。戦争での人々の感情を描いた」と述べている。慰安婦のシーンも大きな割合を占めており、監督はこれらのエピソードは大量の歴史的資料の裏づけがあって設定されたと述べている。
中国と日本は歴史認識をめぐる問題を抱えており、本作は日本では上映が困難と予想されたが、陸川（ルー・チューアン）監督は日本国内での上映を強く希望しており、2009年9月21日、スペインで開催された第57回サンセバスチャン国際映画祭における公式会見の席上で、配給会社が決まり日本公開されることが監督によって明らかにされた。だが、劇中で使用している楽曲の著作権問題で配給会社との交渉は決裂し、2011年8月21日に史実を守る映画祭により一日限りの上映が行われた。上映会のために警視庁から警官が20人以上派遣され、開催前の早朝から終了後に至るまで会場周辺を警護する緊迫した状況だった。
日本ではDVD化もされていないが、複数の動画配信サイトで日本語字幕版が配信されている。

## 出演
- 陸剣雄：劉燁（リウ・イエ）
- 姜淑雲：高圓圓（カオ・ユアンユアン）
- 唐天祥：范偉（ファン・ウェイ）
- 角川正雄：中泉英雄
- 唐周氏：秦嵐（チン・ラン）
- 江香君：江一燕（ジャン・イーイエン）
- 周曉梅：姚笛
- 伊田修：木幡竜
- 百合子：宮本裕子
- 新聞記者：梶岡潤一
- 小豆子：劉斌
- ジョン・ラーベ：ジョン・ペイズリー

## 反響
2009年4月25日より中国にて、2010年4月28日より欧州にてロードショーが開始される。戦争の狂気と悲惨さを製作側は意図したため、中国国内では映画中に登場する日本兵の姿に激しい賛否両論を呼んだ。杭州で催された試写会では、日本人俳優に対し、「日本帝国主義打倒！」や「バカ！」といったののしり声が客席の一部から飛ばされる場面があったが、「彼らは尊敬すべき人たちだ！」という声がはるかに多くの観客から上がり、会場は拍手でいっぱいになり、日本人俳優もこれに深い感動をおぼえたという。さらに出演した日本人俳優に対して、「（帰国後の日本からの弾圧を避けるために）今後保護するために中国で暮らしてはどうか」との申し出もあった。人民網日本語版は「全ての中国人は、南京大虐殺から70数年が経った今こそ、民族史上に受けた苦難をしっかりと心に刻まなければならない」と評論した。
表象文化論学者の劉文兵によると、本作は中国では大きな物議をかもし、特に加害者である日本兵の立場から南京事件を描いた点が糾弾された。劉は観客が痛快なカタルシスを得ることを損なったのが原因ではないかと分析している。

## 批評
批評家・編集者の夏目深雪は、加害者である日本人の視点を取り込むことと犠牲者に寄り添うこと、通常であれば対立するはずの双方をやり遂げたことによって、リリカルな詩情を保ちながら残虐シーンの見世物化やそれらがイデオロギー性をまとうことから逃れることができており、日本人の観賞に耐えうる作品だと述べている。
ドキュメンタリー映画監督の松江哲明は、まるで戦火を逃れた記録写真を再現したかのようなモノクロ映像があまりに美しく恐ろしい。特に戦場の狂気に侵される日本兵を演じた中泉英雄の演技が素晴らしく、「反日だから」というような幼稚な理由で一般公開しないのは惜しいと述べている。
フリー・エディター&ライターの大内稔は、日本未公開の表向きの理由は劇中の楽曲著作権問題で日本の配給会社とこじれたためとなっているが、テーマがテーマだけにびびったんだろうと述べている。
戦争映画研究家・作家の永田喜嗣は、南京事件での中国人の抵抗という視点を前面に押し出して製作された南京事件映画では画期的な作品と評している。

## 受賞
- 第57回サンセバスチャン国際映画祭（2009年）：コンペティション部門 ゴールデン・シェル賞（最優秀作品賞）・審査員賞（最優秀監督賞）・カトリック映画賞（シグニス賞）
- 第46回金馬奨（2009年）： 最優秀撮影賞（曹郁）